# Верман (Франция)
Верма́н (фр. Vermand) — коммуна на севере Франции, регион О-де-Франс, департамент Эна, округ Сен-Кантен, кантон Сен-Кантен-1. Расположена в 12 км к западу от Сен-Кантена и в 77 км к востоку от Амьена, в 4 км от автомагистрали А29 и в 8 км от автомагистрали А26 «Англия».
Население (2018) — 1 097 человек.

## Население
| 1962 | 1968 | 1975 | 1982 | 1990 | 1999 | 2018 |
| ---- | ---- | ---- | ---- | ---- | ---- | ---- |
| 998  | 1135 | 1165 | 1163 | 1118 | 1072 | 1097 |

## Экономика
Уровень безработицы (2017) — 12,7 % (Франция в целом — 13,4 %, департамент Эна — 17,8 %). 

Среднегодовой доход на 1 человека, евро (2018) — 21 800 (Франция в целом — 21 730, департамент Эна — 19 690).
В 2010 году среди 669 человек трудоспособного возраста (15—64 лет) 466 были экономически активными, 203 — неактивными (показатель активности — 69,7 %, в 1999 году было 70,1 %). Из 466 активных жителей работали 419 человек (232 мужчины и 187 женщин), безработных было 47 (22 мужчины и 25 женщин). Среди 203 неактивных 65 человек были учениками или студентами, 85 — пенсионерами, 53 были неактивными по другим причинам.